# Capgemini
A Capgemini egy francia cég, amelyet Serge Kampf alapított 1967-ben Grenoble-ban, Sogeti néven. A CAC 40 tőzsdeindex egyik alkotóeleme. Székhelye Párizsban található.

## Fordítás
- Ez a szócikk részben vagy egészben  a   Capgemini című francia Wikipédia-szócikk ezen változatának fordításán alapul.  Az eredeti cikk szerkesztőit annak laptörténete sorolja fel. Ez a jelzés csupán a megfogalmazás eredetét és a szerzői jogokat jelzi, nem szolgál a cikkben szereplő információk forrásmegjelöléseként.